# Karine Quentrec
Karine Quentrec (née le 21 octobre 1969 à Marseille) est une joueuse de tennis française, professionnelle de la fin des années 1980 à 1996. Elle est aussi connue sous son nom de femme mariée, Karine Quentrec-Eagle.

## Biographie
En 1988, elle a été sélectionnée au sein de l'équipe de France de Coupe de la Fédération.
En 1989 et 1991, elle a atteint le 3e tour à Roland-Garros (respectivement battue par Amanda Coetzer et Monica Seles), ses meilleures performances dans une épreuve du Grand Chelem.
Pendant sa carrière, Karine Quentrec Eagle a gagné un titre WTA en simple, à Tarente en 1989.

## Palmarès

### Titre en simple dames
| No | Date       | Nom et lieu du tournoi    | Catégorie | Dotation | Surface      | Finaliste        | Score         |          |
| -- | ---------- | ------------------------- | --------- | -------- | ------------ | ---------------- | ------------- | -------- |
| 1  | 01/05/1989 | Coppa Mantegazza, Tarente | Tier V    | 50 000 $ | Terre (ext.) | Cathy Caverzasio | 6-3, 5-7, 6-3 | Parcours |

### Finale en simple dames
Aucune

## Parcours en Grand Chelem

### En simple dames
| Année | Open d'Australie | Open d'Australie   | Internationaux de France | Internationaux de France | Wimbledon       | Wimbledon         | US Open         | US Open         |
| ----- | ---------------- | ------------------ | ------------------------ | ------------------------ | --------------- | ----------------- | --------------- | --------------- |
| 1988  | -                | -                  | 2e tour (1/32)           | Sylvia Hanika            | 2e tour (1/32)  | Steffi Graf       | -               | -               |
| 1989  | 1er tour (1/64)  | Heather Ludloff    | 3e tour (1/16)           | Amanda Coetzer           | 2e tour (1/32)  | Anne Minter       | 1er tour (1/64) | Leila Meskhi    |
| 1990  | 1er tour (1/64)  | Gigi Fernández     | 1er tour (1/64)          | Mercedes Paz             | 2e tour (1/32)  | Judith Wiesner    | 1er tour (1/64) | Natasha Zvereva |
| 1991  | 2e tour (1/32)   | Jana Novotná       | 3e tour (1/16)           | Monica Seles             | 2e tour (1/32)  | Gabriela Sabatini | -               | -               |
| 1993  | -                | -                  | 2e tour (1/32)           | Gabriela Sabatini        | 1er tour (1/64) | Miriam Oremans    | 2e tour (1/32)  | Sabine Hack     |
| 1994  | 1er tour (1/64)  | Romana Tedjakusuma | 2e tour (1/32)           | Irina Spîrlea            | 1er tour (1/64) | Caroline Kuhlman  | -               | -               |

À droite du résultat, l’ultime adversaire.

### En double dames
| Année | Open d'Australie          | Open d'Australie       | Internationaux de France      | Internationaux de France  | Wimbledon                 | Wimbledon            | US Open                       | US Open                  |
| ----- | ------------------------- | ---------------------- | ----------------------------- | ------------------------- | ------------------------- | -------------------- | ----------------------------- | ------------------------ |
| 1988  | -                         | -                      | 1er tour (1/32) Maïder Laval  | N. Herreman P. Paradis    | -                         | -                    | -                             | -                        |
| 1989  | 1er tour (1/32) V. Paquet | J. Fuchs Jill Smoller  | 1er tour (1/32) Sybille Niox  | Penny Barg Ronni Reis     | -                         | -                    | -                             | -                        |
| 1990  | -                         | -                      | 1er tour (1/32) Julie Halard  | K. Maleeva M. Maleeva     | -                         | -                    | -                             | -                        |
| 1991  | -                         | -                      | 1er tour (1/32) Sophie Amiach | Kohde-Kilsch Leila Meskhi | -                         | -                    | -                             | -                        |
| 1993  | -                         | -                      | 1er tour (1/32) Sophie Amiach | S. McCarthy Kimberly Po   | -                         | -                    | -                             | -                        |
| 1994  | -                         | -                      | 1er tour (1/32) S. Testud     | Ann Grossman Caroline Vis | 1er tour (1/32) S. Testud | Anke Huber W. Probst | 1er tour (1/32) Laura Garrone | C. Martínez N. Medvedeva |
| 1995  | 2e tour (1/16) S. Testud  | Mana Endo N. Sawamatsu | 1er tour (1/32) S. Testud     | M. Bernard C. Delisle     | -                         | -                    | -                             | -                        |
| 1996  | -                         | -                      | 2e tour (1/16) A. Sidot       | Yayuk Basuki Caroline Vis | -                         | -                    | -                             | -                        |

Sous le résultat, la partenaire ; à droite, l’ultime équipe adverse.

### En double mixte
| Année | Open d'Australie | Open d'Australie | Internationaux de France      | Internationaux de France   | Wimbledon | Wimbledon | US Open | US Open |
| ----- | ---------------- | ---------------- | ----------------------------- | -------------------------- | --------- | --------- | ------- | ------- |
| 1987  | -                | -                | 1er tour (1/32) Van Den Daele | M. Jaggard M. Woodforde    | -         | -         | -       | -       |
| 1989  | -                | -                | 1er tour (1/32) Diego Pérez   | Beth Herr Tim Pawsat       | -         | -         | -       | -       |
| 1990  | -                | -                | 1er tour (1/32) G. Raoux      | A. Grousbeck Diego Nargiso | -         | -         | -       | -       |
| 1993  | -                | -                | 2e tour (1/16) M. Bahrami     | N. Zvereva A. Kratzmann    | -         | -         | -       | -       |
| 1994  | -                | -                | 1er tour (1/32) M. Bahrami    | Mary Pierce Luke Jensen    | -         | -         | -       | -       |
| 1996  | -                | -                | 1er tour (1/32) T. Guardiola  | Kathy Rinaldi Kelly Jones  | -         | -         | -       | -       |
| 1997  | -                | -                | 2e tour (1/16) R. Gilbert     | Lisa Raymond P. Galbraith  | -         | -         | -       | -       |

Sous le résultat, le partenaire ; à droite, l’ultime équipe adverse.

## Parcours en Coupe de la Fédération
| #                                                                       | Date       | Lieu      | Surface | Gagnante(s)     | Perdante(s)     | Score    |          |
|                                                                         |            |           |         |                 |                 |          |          |
| 1988 - 1er tour (groupe mondial) - Japon - France - 0 : 3               |            |           |         |                 |                 |          |          |
| 1                                                                       | 05/12/1988 | Melbourne |         | Karine Quentrec | Akiko Kijimuta  | 6-4, 6-4 | Parcours |
|                                                                         |            |           |         |                 |                 |          |          |
| 1988 - 2e tour (groupe mondial) - Allemagne de l'Ouest - France - 3 : 0 |            |           |         |                 |                 |          |          |
| 2                                                                       | 05/12/1988 | Melbourne |         | Sylvia Hanika   | Karine Quentrec | 6-4, 6-4 | Parcours |

## Classements WTA en fin de saison

### En simple
| Année | 1986 | 1987 | 1988 | 1989 | 1990 | 1991 | 1993 | 1994 | 1995 | 1996 |
| Rang  | 336  | 341  | 145  | 64   | 108  | 47   | 89   | 175  | 243  | 394  |

Source : (en) « Classements de Karine Quentrec », sur le site officiel du WTA Tour

### En double
| Année | 1986 | 1987 | 1988 | 1989 | 1990 | 1991 | 1993 | 1994 | 1995 | 1996 |
| Rang  | 373  | 360  | 319  | 450  | -    | 763  | 757  | 137  | 199  | 203  |

Source : (en) « Classements de Karine Quentrec », sur le site officiel du WTA Tour